# Elizabeth Harwood
Elizabeth Jean Harwood (* 27. Mai 1938 in Barton Seagrave bei Kettering, England; † 22. Juni 1990 in Ingatestone, England) war eine britische Opern- und Oratoriensängerin (lyrischer Sopran).

## Leben
Harwood studierte am Royal Northern College of Music, einem Konservatorium in Manchester und debütierte 1957 als Micaela in einer Bearbeitung von Carmen. 1960 erlebte sie den Durchbruch in Glyndebourne als Zweiter Knabe in der Zauberflöte. Ihr jugendlich-reiner, vom Timbre her Gundula Janowitz’ nicht unähnlicher – allerdings voluminöserer – Sopran wurde weltweit anerkannt, sowohl in lyrisch-dramatischen als auch in humoristischen Partien (siehe Diskografie). Optisch besaß Harwood eine stattliche, typisch englische Erscheinung, die glänzend zu ihrem akustischen Auftreten passte.

## Diskografie (Auswahl)
- Mit Benjamin Britten: Ein Sommernachtstraum (als „Titania“), Szenen aus Goethes „Faust“ (als „Gretchen“)
- Mit Charles Mackerras: Messiah (Sopranarien)
- Mit Herbert von Karajan: La Bohème (als „Musetta“), Die lustige Witwe (als „Hanna Glawari“)